# A Shriek in the Night
A Shriek in the Night – amerykański film z 1933 w reżyserii Alberta Raya.